# Michel Vermeulin
Michel Vermeulin (n. 6 septembrie 1934, Montreuil, Franța) este un ciclist de performanță ce a reprezentat Franța, medaliat olimpic. A participat la o ediție a Jocurilor Olimpice (1956) în care a câștigat o medalie de aur.

## Participări
Lista de mai jos prezintă principalele competiții la care a participat Michel Vermeulin de-a lungul carierei.
- cycling at the 1956 Summer Olympics – men's team road race[*]